# Балінге
Балінге (нід. Balinge) — село в нідерландській провінції Дренте. Входить до муніципалітету Мідден-Дренте.
Його площа становить 0,23 км², а населення станом на 2021 рік складало 100 осіб.